# تانلتون (ایندیانا)
تانلتون (به انگلیسی: Tunnelton) یک منطقهٔ مسکونی در ایالات متحده آمریکا است که در شهرستان لارنس، ایندیانا واقع شده است. تانلتون ۱۷۴٫۰۴ متر بالاتر از سطح دریا واقع شده است.